# Kadavar

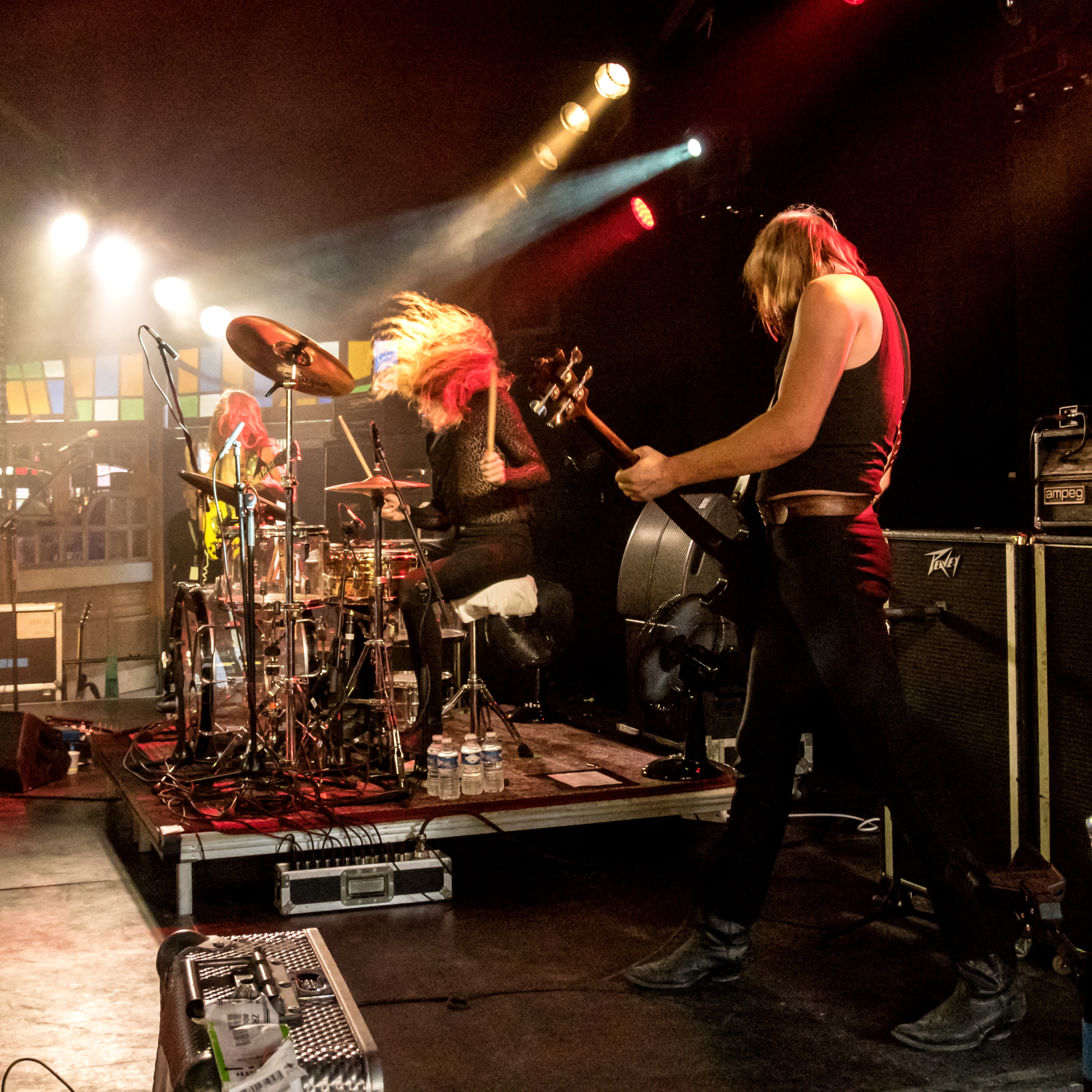
Kadavar. Zelt-Musik-Festival nel 2017 a Freiburg Friburgo in Brisgovia, Germania

I Kadavar sono un gruppo musicale hard rock tedesco formatosi a Berlino nel 2010.

## Formazione

### Formazione attuale
- Christoph "Lupus" Lindemann – chitarra, voce, basso (2010–presente)
- Christoph "Tiger" Bartelt – batteria (2010–presente)
- Simon "Dragon" Bouteloup – basso (2013–presente)

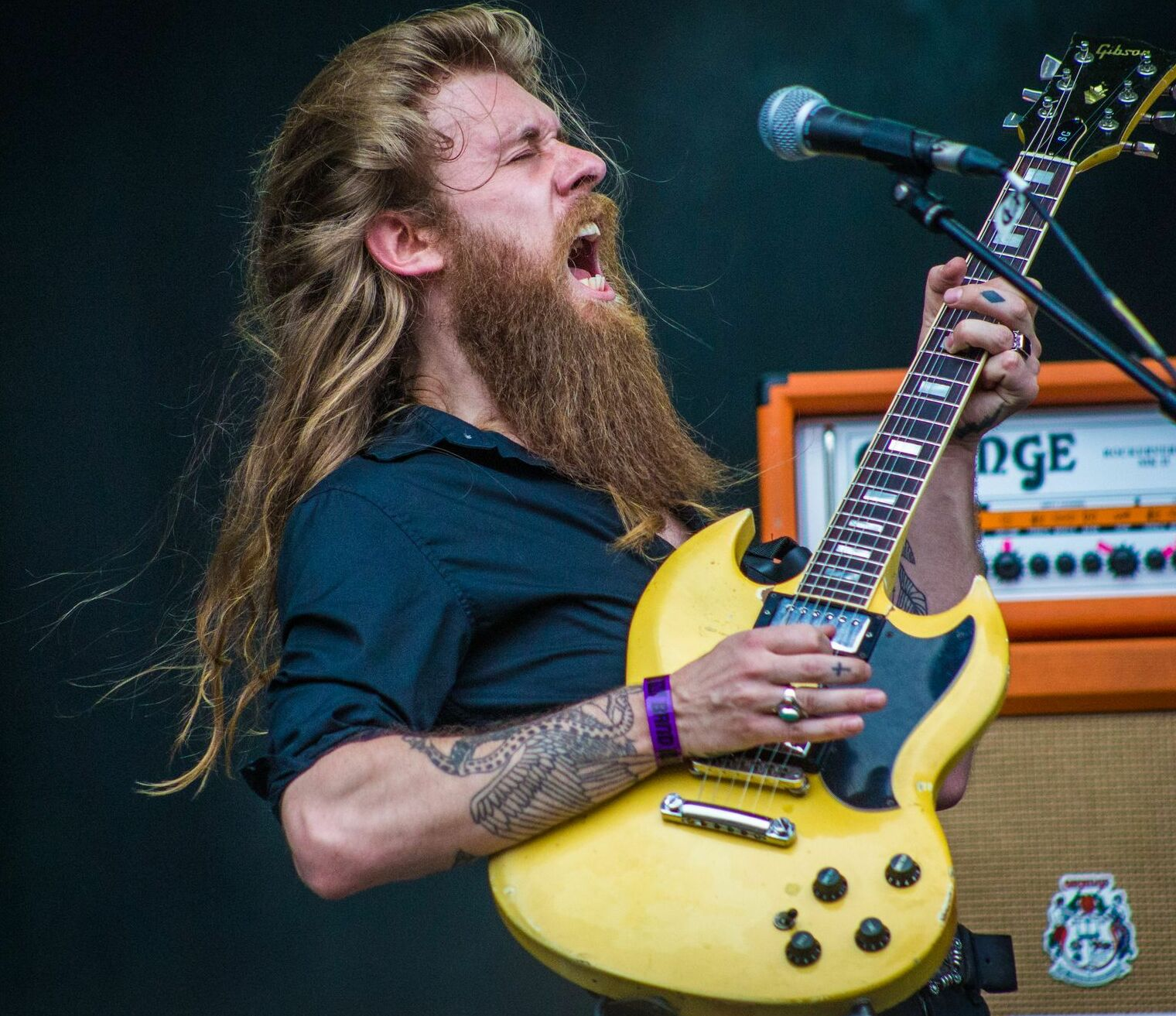
Christoph "Lupus" Lindemann
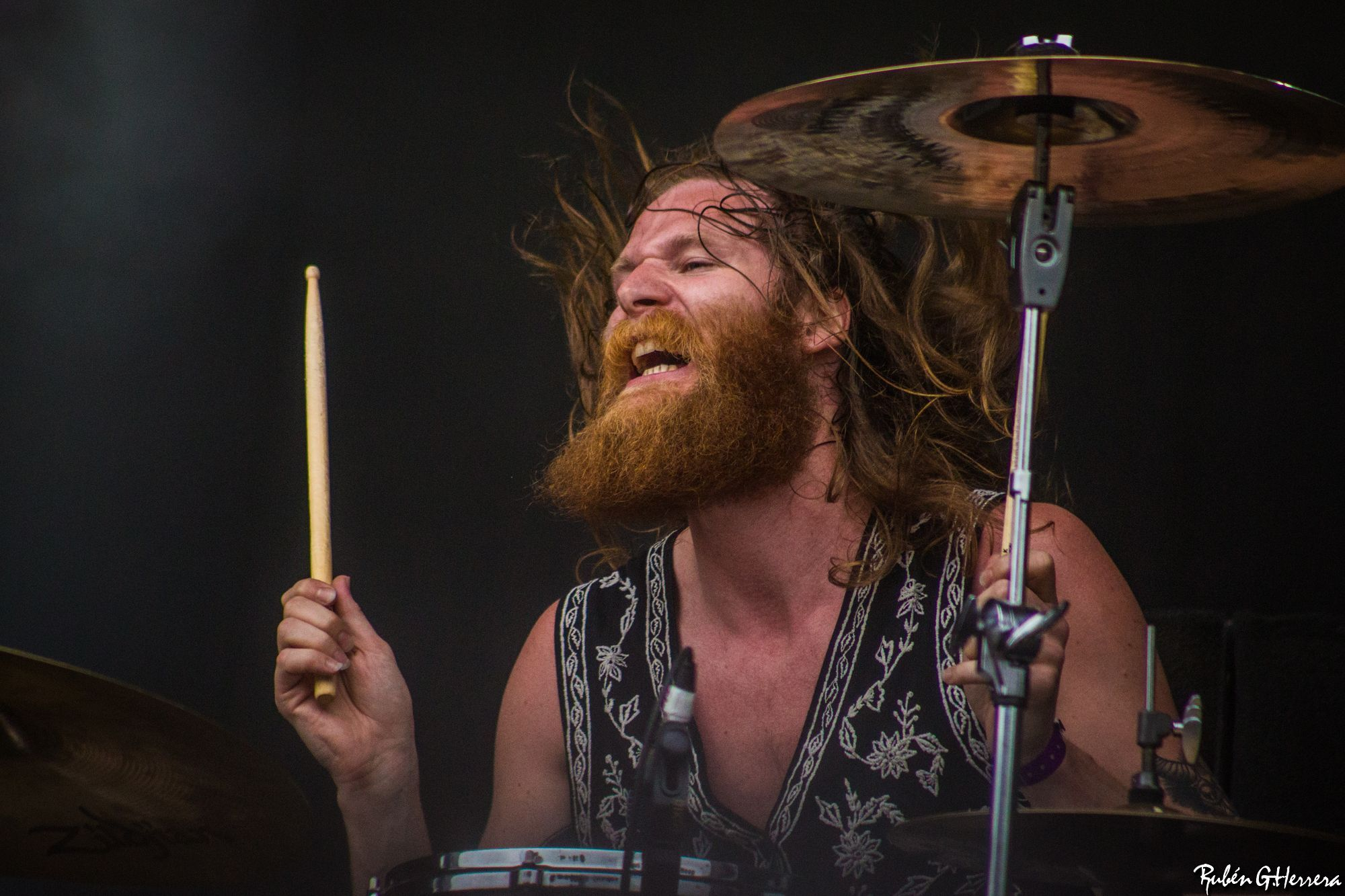
Christoph "Tiger" Bartelt
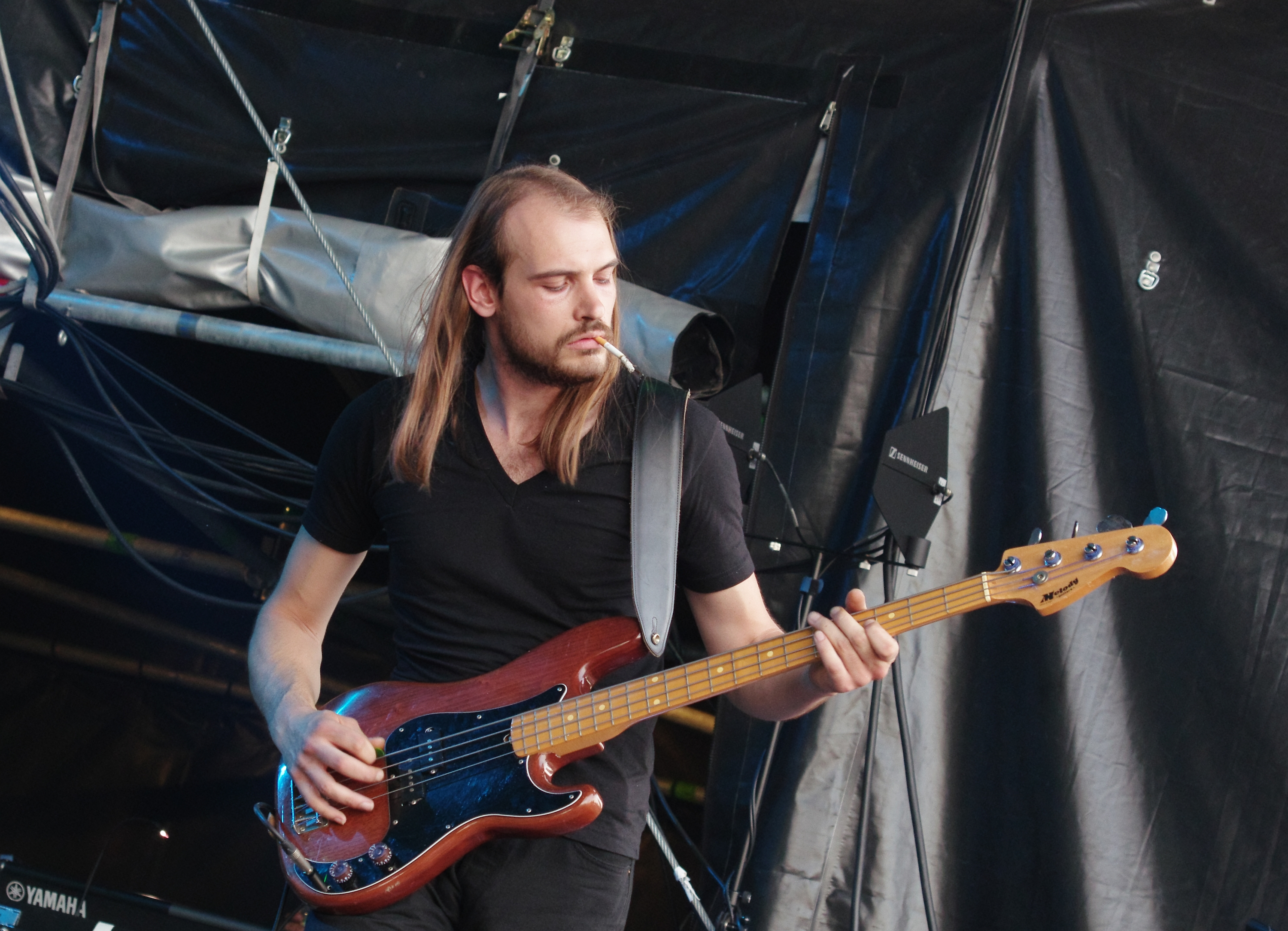
Simon "Dragon" Bouteloup

### Ex componenti
- Philipp "Mammut" Lippitz - basso (2010–2013), chitarra (2010)

## Discografia

### Album in studio
- 2012 – Kadavar
- 2013 – Abra Kadavar
- 2015 – Berlin
- 2017 – Rough Times
- 2019 – For the Dead Travel Fast

### Album live
- 2013 – Live in Antwerp
- 2018 - Live in Copenaghen

### Singoli
- 2012 – Creature Of The Demon
- 2015 – The Old Man